# Styx (Mond)
Styx (IPA: [stʏks] oder [ʃtʏks] anhörenⓘ; auch Pluto V) ist der zweitnächste und kleinste der fünf bekannten Monde des Zwergplaneten Pluto.

## Entdeckung und Benennung
Am 11. Juli 2012 gab die NASA die Entdeckung eines fünften Plutomondes bekannt, ungefähr ein Jahr nach der Entdeckung des vierten Mondes Kerberos. Der Trabant erhielt die vorläufige Bezeichnung S/2012 (134340) 1. Er wurde bei der Suche nach eventuell vorhandenen Planetenringen in neun zwischen dem 26. Juni und 9. Juli 2012 aufgezeichneten Bilderserien der Wide Field Camera 3 des Hubble-Weltraumteleskops entdeckt. Die Entdeckung gelang einem Team von Astronomen um Mark R. Showalter vom SETI-Institut.
Am 2. Juli 2013 gab die IAU bekannt, dass der Mond offiziell als fünfter Mond des Pluto anerkannt wurde und bestätigte den auf Basis einer Internetabstimmung von Showalter eingereichten Namensvorschlag Styx, nach dem Fluss Styx in der Unterwelt (griechischen Mythologie).

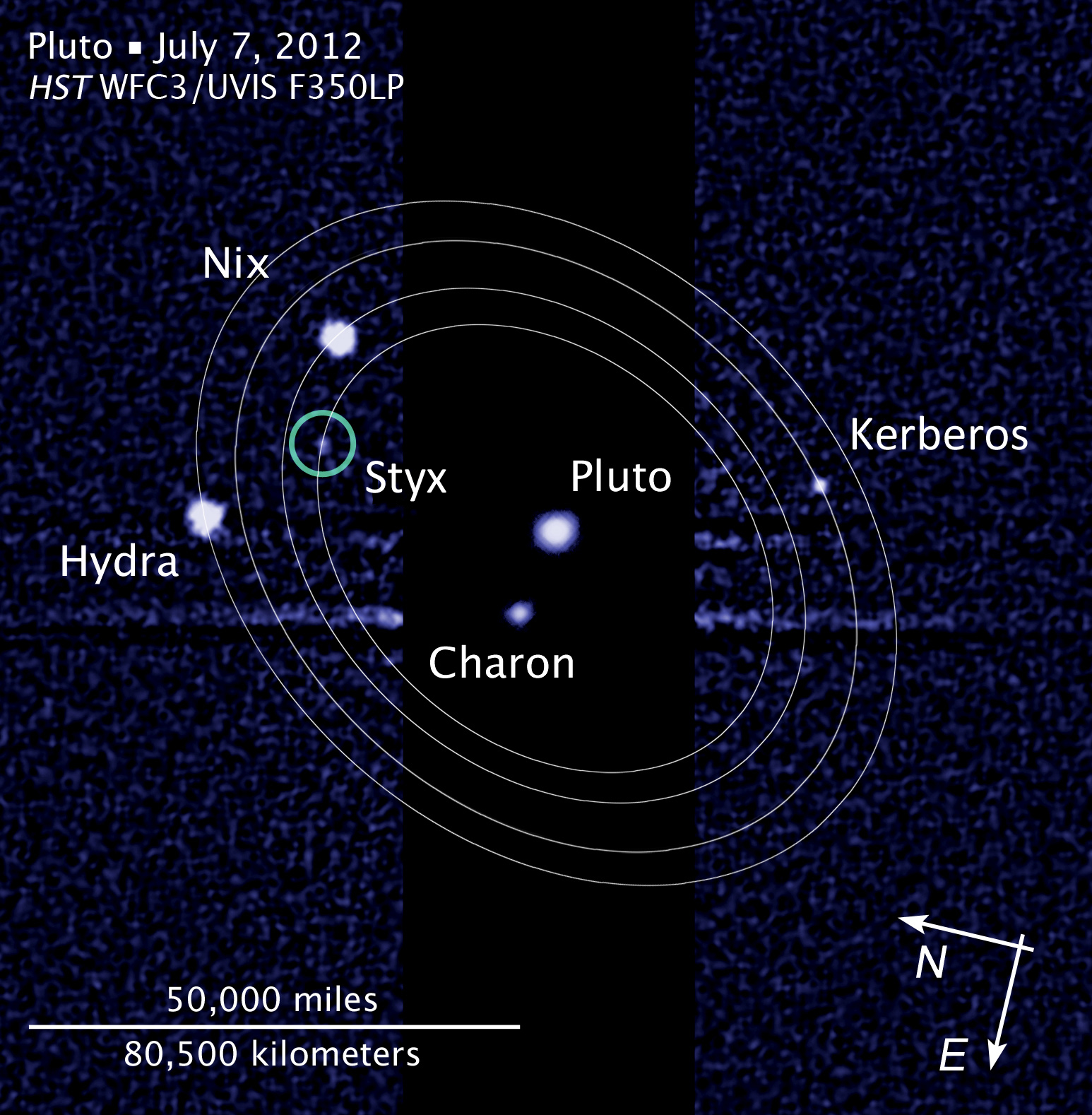
Die Umlaufbahnen der vier kleinen Plutomonde, Styx ist gerade noch als lichtschwächstes Objekt zu erkennen.

## Bahneigenschaften
Die mittlere Distanz zu Pluto beträgt 42.650 km, so dass die Umlaufbahn zwischen den bereits bekannten Monden Charon und Nix liegt. Styx befindet sich dabei nahe einer 1:3-Bahnresonanz mit Charon.  Die Bahnexzentrizität beträgt 0,006, die Bahn ist 0,8° gegenüber dem Äquator von Pluto geneigt. Die Umlaufzeit beträgt 20 Tage 3 Stunden und 50 Minuten.
Im Gegensatz zu vielen anderen Monden im Sonnensystem, welche eine Gebundene Rotation aufweisen, rotieren mit Ausnahme von Charon alle Plutomonde unabhängig. Styx braucht für einen Umlauf um die eigene Achse 3 Tage 5 Stunden und 45 Minuten.

## Physikalische Eigenschaften
Styx ist ein unregelmäßig geformter Körper mit einer Ausdehnung von etwa 16 × 9 × 8 km.
Obwohl Styx das lichtschwächste Objekt im Plutosystem ist, hat er eine sehr große Albedo. Da man das zunächst nicht vermutete, ging man von einer deutlich größeren Größe von 10 bis 25 km aus. Zumindest die Oberfläche von Styx besteht vermutlich aus Eis.
Styx ist vermutlich, analog zur Theorie zur Entstehung des Erdmondes, das Produkt der großen Kollision eines Vorgängers von Pluto mit einem anderen plutogroßen Körper des Kuipergürtels, die den Mond Charon formte, wobei Trümmer in äußere Umlaufbahnen um Pluto gerieten, die dabei den Mond Styx bildeten.

## Erforschung
Bis Anfang 2015 erschien der Mond nur auf einigen Aufnahmen des Hubble-Weltraumteleskops, durch die der Mond nachgewiesen werden konnte. Oberflächendetails waren darauf nicht zu erkennen. Mitte Juli 2015 näherte sich die Raumsonde New Horizons an Pluto an. Im unmittelbaren Vorfeld wurden die Bahnen aller Monde durch die Raumsonde sehr genau bestimmt. Neben detaillierten Aufnahmen des Zwergplaneten und seines größten Mondes Charon wurden auch Aufnahmen von Styx angefertigt; erste Bilder sind bereits zur Erde übermittelt worden. Eine genauere Auswertung der Daten steht noch aus (Oktober 2015). Nachfolgend soll das James Webb Space Telescope für weitere Beobachtungen und Messungen der Oberflächenchemie genutzt werden.